# Stanton Hall
Stanton Hall, también conocida como Belfast, es una mansión de Arquitectura Neoclásica Antebellum ubicada en 401 High Street en Natchez, Misisipi. Construida en la década de 1850, es una de las mansiones más opulentas usadas para sobrevivir antes de la guerra en el sureste de los Estados Unidos. Ahora opera como una histórica casa museo a cargo de Pilgrimage Garden Club. La casa fue declarada Monumento Histórico Nacional en 1974 y un Monumento histórico de Misisipi en 1995.

## Descripción
Stanton Hall ocupa una manzana entera de 2 hectáreas (0.81 Has) al norte del centro de la ciudad de Natchez, limitada por High, Commerce, Monroe y Pearl Streets. La propiedad está rodeada por vallas de hierro forjado con elaborados postes en la puerta. La casa es una estructura de ladrillo de dos pisos, enlucida y pintada de blanco. Su entrada principal presenta un pórtico del templo griego de dos pisos, con cuatro columnas corintias estriadas que sostienen un entablamento y un gablete. Los espacios entre las columnas tienen barandillas decorativas de hierro, repetidas en una barandilla de balcón del segundo piso situada debajo del pórtico. El techo principal es a 4 aguas, y está truncado con una gran cúpula en el centro. El interior está decorado de forma elaborada, utilizando materiales como mármol italiano importado y candelabros de vidrio y bronce.

## La historia

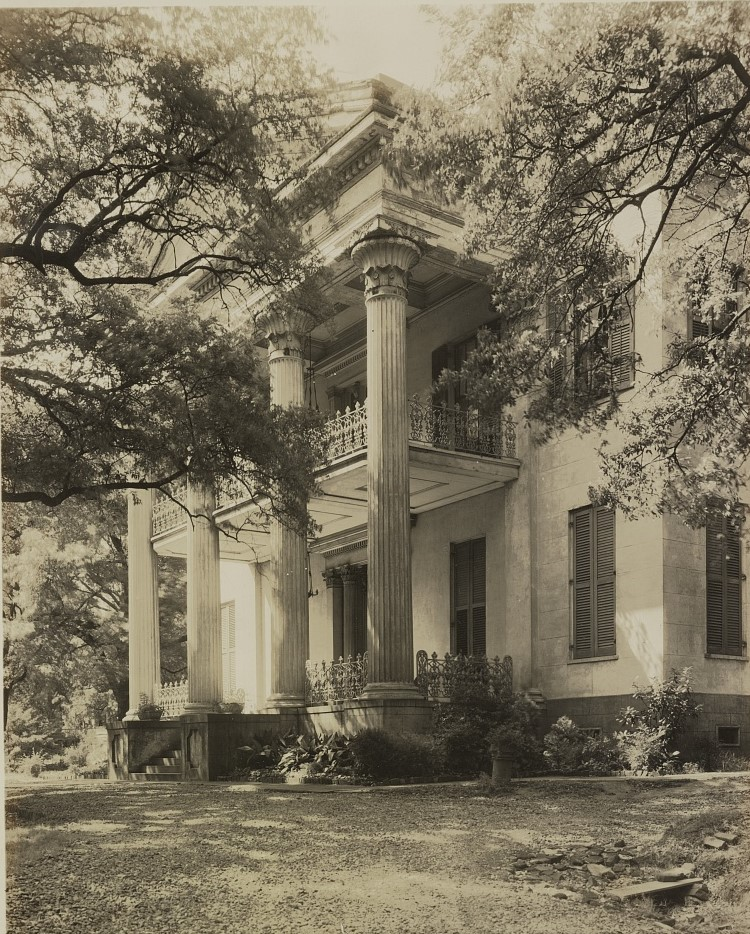
Stanton Hall, por Frances Benjamin Johnston, 1938

Stanton Hall se construyó entre 1851 y 1857 para Frederick Stanton, un Bróker de algodón, como una réplica de su hogar ancestral en Irlanda. Stanton lo llamó "Belfast", pero solo vivió allí poco tiempo antes de morir. La escala y la opulencia de la casa la convirtieron en una gran carga financiera para sus herederos, pero sobrevivió a la guerra civil estadounidense, y en 1890 se convirtió en el hogar de Stanton College for Young Ladies. En 1940 fue adquirido por Pilgrimage Garden Club, que lo usa como su sede y lo opera como un museo y lugar de eventos.

## En la cultura popular
La mansión sirve como un diseño para la Mansión encantada de Disneyland.
Los interiores de la casa han aparecido en la miniserie de ABC, North and South, como los interiores de la mansión Mains. La casa también fue vista brevemente en Show Boat (1951).
En South and West: From a Notebook (El sur y el oeste: en un cuaderno), Joan Didion escribe que la esposa de Ben Toledano le sugirió que visite Stanton Hall, así como Asphodel Plantation, Oakley Plantation y Rosedown Plantation para comprender mejor el Sur.